# CSF1
CSF1 (англ. Colony stimulating factor 1) – білок, який кодується однойменним геном, розташованим у людей на короткому плечі 1-ї хромосоми.  Довжина поліпептидного ланцюга білка становить 554 амінокислот, а молекулярна маса — 60 179.
| 10         |  | 20         |  | 30         |  | 40         |  | 50         |
| ---------- |  | ---------- |  | ---------- |  | ---------- |  | ---------- |
| MTAPGAAGRC |  | PPTTWLGSLL |  | LLVCLLASRS |  | ITEEVSEYCS |  | HMIGSGHLQS |
| LQRLIDSQME |  | TSCQITFEFV |  | DQEQLKDPVC |  | YLKKAFLLVQ |  | DIMEDTMRFR |
| DNTPNAIAIV |  | QLQELSLRLK |  | SCFTKDYEEH |  | DKACVRTFYE |  | TPLQLLEKVK |
| NVFNETKNLL |  | DKDWNIFSKN |  | CNNSFAECSS |  | QDVVTKPDCN |  | CLYPKAIPSS |
| DPASVSPHQP |  | LAPSMAPVAG |  | LTWEDSEGTE |  | GSSLLPGEQP |  | LHTVDPGSAK |
| QRPPRSTCQS |  | FEPPETPVVK |  | DSTIGGSPQP |  | RPSVGAFNPG |  | MEDILDSAMG |
| TNWVPEEASG |  | EASEIPVPQG |  | TELSPSRPGG |  | GSMQTEPARP |  | SNFLSASSPL |
| PASAKGQQPA |  | DVTGTALPRV |  | GPVRPTGQDW |  | NHTPQKTDHP |  | SALLRDPPEP |
| GSPRISSLRP |  | QGLSNPSTLS |  | AQPQLSRSHS |  | SGSVLPLGEL |  | EGRRSTRDRR |
| SPAEPEGGPA |  | SEGAARPLPR |  | FNSVPLTDTG |  | HERQSEGSFS |  | PQLQESVFHL |
| LVPSVILVLL |  | AVGGLLFYRW |  | RRRSHQEPQR |  | ADSPLEQPEG |  | SPLTQDDRQV |
| ELPV       |  |            |  |            |  |            |  |            |

A: Аланін

C: Цистеїн

D: Аспарагінова кислота

E: Глутамінова кислота

F: Фенілаланін

G: Гліцин

H: Гістидин

I: Ізолейцин

K: Лізин

L: Лейцин

M: Метіонін

N: Аспарагін

P: Пролін

Q: Глутамін

R: Аргінін

S: Серин

T: Треонін

V: Валін

W: Триптофан

Кодований геном білок за функціями належить до цитокінів, факторів росту. 
Задіяний у таких біологічних процесах як імунітет, вроджений імунітет, запальна відповідь. 
Локалізований у клітинній мембрані, мембрані.
Також секретований назовні.